# Sura lampadura
Sura lampadura is een vlinder uit de familie wespvlinders (Sesiidae), onderfamilie Sesiinae.
Sura lampadura is voor het eerst wetenschappelijk beschreven door Meyrick in 1935. De soort komt voor in het Afrotropisch gebied.